# Pukalani
Pukalani – jednostka osadnicza w Stanach Zjednoczonych, w hrabstwie Maui.